# Stöld
Pour plus de détails, voir Fiche technique et Distribution.
Stöld  est un film dramatique suédois réalisé par Elle Márjá Eira et sorti en 2024. Le scénario du film est écrit sur base du roman de même titre d'Ann-Helén Laestadius.

## Synopsis
En Suède, une communauté Sami vivant de l'élevage de rennes fait face à un braconnier. Une jeune fille, Elsa Stuorbma, le voit un jour tuer son jeune renne et la menacer de mort si elle le dénonce. Dix ans plus tard, alors que le braconnier Robert Isaksson continue à s’attaquer aux animaux des Samis, elle jure de le faire cesser. Elle doit faire face à l'apathie de la police et à l'hostilité des hommes de son village, qui lui reprochent de mettre en danger sa communauté en attirant l'attention dans la presse sur le braconnage. Les Samis, confrontés au racisme des autres habitants suédois du village, à l'érosion de leurs terres par la construction d'une mine, et au changement climatique, ne voient pas d'un bon œil la médiatisation des attaques envers leurs rennes. 
Après qu’elle a dénoncé publiquement les attaques contre les rennes lors d'un conseil municipal, provoquant une vague d'hostilité contre les Samis, les membres du conseil Sami excluent la jeune femme. Peu de temps après, son meilleur ami Lasse se suicide, accablé par l'absence de perspectives économiques, son frère Mattias souffre d'alcoolisme et sa grand-mère doit être placée en maison de retraite. Déterminée, Elsa cherche à faire condamner Isaksson, mais à chaque fois que la police se déplace, il n'est pas inquiété. Isaksson déclare aux policiers que les Samis ont trop de droits, l'empêchent de circuler en motoneige ou de pêcher, et les accuse de tuer leurs propres rennes pour toucher des aides gouvernementales.
Un jour, Elsa et son frère Mattias tombent nez à nez avec Isaksson et un de ses compagnons. Mattias menace Isaksson avec un fusil, mais ce dernier s'en empare et lui donne un coup de crosse. Peu après, Isaksson se rend une nuit chez Elsa et la menace de mort. La police estime que les preuves de son intrusion ne sont pas suffisantes et le laisse libre. Le lendemain, Elsa force l'entrée de la grange d'Isaksson et découvre un grand nombre de carcasses de rennes, prouvant qu’il se livre au commerce illégal d'animaux. Une course-poursuite en motoneige entre Elsa et le braconnier s'ensuit : Isaksson chute dans un lac gelé et se noie. Mattias, qui était sur le point de se suicider, arrive sur les lieux et conforte sa sœur. Peu après, la police démantèle la filière de braconnage de rennes. 
Le film se termine l'été suivant. Elsa enseigne à un enfant comment attraper un renne au lasso et lui transmet la phrase que sa grand-mère lui avait dite lorsqu'elle-même était petite : « Les humains ne possèdent pas les rennes. Ils peuvent simplement les emprunter ».

## Fiche technique
- Titre original : Stöld
- Réalisation : Elle Márjá Eira
- Scénario : Peter Birro, d'après le roman de même titre d'Ann-Helén Laestadius
- Photographie : Ken Are Bongo
- Montage : Kristofer Nordin
- Musique : Lasse Enersen
- Costumes : Viktoria Mattila
- Production : Khalil Al Harbiti
- Sociétés de production : Kolibri Productions, Netflix
- Direction artistique : Maja-Stina Åsberg
- Pays de production : Suède
- Langue originale : same, suédois
- Format : couleur
- Genre : drame
- Durée : 107 minutes
- Dates de sortie[1] :
  - Netflix : 12 avril 2024

## Distribution
- Elin Oskal (VF : Lola Nédélian) : Elsa
  - Risten Alida Siri-Skum (VF : Elisa Bardeau) : Elsa jeune
- Martin Wallström (VF : Volodia Serre) : Robert Isaksson, le braconnier
- Lars-Ante Wasara (VF : Clément Moreau) : Mattias, frère d'Elsa
  - Nilsa Aleksander Nutti : Mattias jeune
- Magnus Kuhmunen (VF : Jochen Hägele) : Nils-Johan
- Ánne Lájlá Westerfjell Kalstad (VF : Claire Guyot) : Marika
- Inger Gunhild Maria Tapio (VF : Marie-Martine) : Áhkku
- Pavva Pittja (VF : Jérémie Bédrune) : Lasse, ami d'Elsa
- Niilá Emanuel Omma : Niila Heatta
- Ida Persson Labba (VF : Artemisia Toussaint) : Anna-Stina
  - Ellá Márge Nutti : Anna-Stina jeune
- Matias Tunold : Per-Jonas
- Charlotte Lindmark (VF : Daria Levannier) : l'officier de police Martinsson
- Dakota Trancher Williams (VF : Stevie Tomi) : l'officier de police Ljungblad
- Simon Issát Marainen (VF : Jean-Christophe Dollé) : Olle
- Juho Kuusamo : Petri Stålnacke
- Esaia Valio Länta (VF : Aurore Saint-Martin) : Jon-Isak
- Per Olof Nutti (VF : Richard Leroussel) : Johan Heatta
- Anna-Margareta Päiviö : Hanna
- Anton Hennix Raukola : Anders Nyqvist
- John Anderberg : Olson
- Jennifer Lila : une touriste américaine

## Récompenses et distinctions
- (en) Stöld : Awards, sur l'Internet Movie Database